# Wien Südbahnhof
Wien Südbahnhof var en banegård i den østrigske hovedstad Wien. Den var beliggende i bydelen Favoriten (10. bezirk), og var indtil den blev lukket den 13. december 2009 Østrigs største banegård.
Banegården erstattes af en ny hovedbanegård (Wien Hauptbahnhof), der tages etapevis i brug fra 2012 og forventes helt færdig i 2015. Indtil den nye banegård står færdig, flyttes togtrafikken på sydbanen til Bahnhof Wien Meidling, mens der er etableret en provisorisk banegård med navnet Wien Südbahnhof (Ostbahn) til at håndtere trafikken på østbanen.
Südbahnhof lå syd for Wiens centrum ved slottet Belvedere, og banegården var delt i to dele: Hoveddelen der betjente sydbanen mod Graz og Klagenfurt, og den såkaldte østside der betjente tog fra bl.a. Bratislava og Budapest samt nordbanens tog fra Brno.
Südbahnhof blev etableret i årene 1841 – 1846 med banegårdene Gloggnitzer Bahnhof, der var udgangspunkt for sydbanen og Raaber Bahnhof, der var udgangspunkt for østbanen. Banegårdene blev opført i klassicistisk stil af Mathias von Schönerer og lå som to symmestriske banegårde.
På grund af den stigende trafik byggede man en ny banegård til erstatning for Gloggnittzer Bahnhof. Denne banegård, der fik navnet Südbahnhof, stod færdig i 1874 – året efter verdensudstillingen i Wien 1873. Den var bygget i neorenæssancestil af sydbanens chefarkitekt Wilhelm von Flattich. Banegården var arkitektonisk og teknisk et værdifuldt stykke østrigsk jernbanearkitektur fra 2. halvdel af det 19. århundrede.
I 1950'erne besluttede Österreichische Bundesbahnen (ÖBB) at modernisere hele banegårdsarealet, hvor nordbanen og sydbanen skulle bygges under samme tag. Den nye südbahnhof blev bygget i perioden 1955 – 1961, og var bygget i flere plan. Østbanens perroner kunne nås fra banegårdens 1. sal mens sydbanens perroner lå vinkelret til østbanens perroner på 2. sal.

48°11′12″N 16°22′48″Ø / 48.1866°N 16.3801°Ø
1. ↑  Navnet er anført på engelsk og stammer fra Wikidata hvor navnet endnu ikke findes på dansk.
2. ↑  Navnet er anført på svensk og stammer fra Wikidata hvor navnet endnu ikke findes på dansk.
3. ↑  Navnet er anført på tysk og stammer fra Wikidata hvor navnet endnu ikke findes på dansk.
4. ↑  Navnet er anført på svensk og stammer fra Wikidata hvor navnet endnu ikke findes på dansk.
5. ↑  Navnet er anført på engelsk og stammer fra Wikidata hvor navnet endnu ikke findes på dansk.
6. ↑  Navnet er anført på engelsk og stammer fra Wikidata hvor navnet endnu ikke findes på dansk.